# Ria Neumann
Ria Neumann (* 1941 in Lemwerder) ist eine deutsche Autorin.

## Leben und Werk
Ria Neumann war hauptberuflich kaufmännische Leiterin eines Maschinenbaubetriebes. Sie schreibt freiberuflich Kurzprosa und Romane. 1996 beteiligte sie sich an dem von der Stadt Osterholz-Scharmbeck herausgegebenen Frauenbuch Licht und Schatten, in dem Porträts in der Region lebender und verstorbener Frauen niedergeschrieben sind. Im gleichen Jahr erhielt sie für ihr Manuskript Schwarze Johannisbeeren das Autoren-Stipendium des Bremer Senators für Wissenschaft, Kultur und Sport. Ria Neumann gibt ihre Kompetenzen in Sachen Schreiben weiter und bietet Kurse zum Thema «Literarisches Schreiben» an.

## Einzelpublikationen
- Müttererbe. Erzählung. Donat Verlag, Bremen 2012, ISBN 978-3-943425-11-6.
- Tunnelblick. Roman. Donat Verlag, Bremen 2009, ISBN 978-3-938275-56-6.
- Tote Winkel. Kurzgeschichten. Donat Verlag, Bremen 2006, ISBN 3-938275-17-0.
- Die Lücke. Erzählung. Donat Verlag, Bremen 2004, ISBN 3-934836-72-0.
- Schwarze Johannisbeeren zum Trost. Der Neue! Verlag, Delmenhorst 1998.